# 賈爾斯縣 (維吉尼亞州)
賈爾斯縣（英語：Giles County）位美國維吉尼亞州西部的一個縣，北鄰西維吉尼亞州。面積933平方公里。根据美國2000年人口普查，共有人口16,657人。縣治皮里斯堡（Pearisburg）。
成立於1806年1月16日。縣名紀念聯邦眾議員、聯邦參議員、州長威廉·B·賈爾斯 （William Branch Giles）。